# Jonathan Pryce
Jonathan Pryce CBE (Holywell, 1 de Junho de 1947) é um ator e cantor britânico.
Originário do País de Gales, estudou na Royal Academy of Dramatic Art, onde conheceu sua esposa, a actriz inglesa Kate Fahy, em 1974. Iniciou sua carreira no teatro na década de 1970, obtendo grande sucesso numa performance de Hamlet no Royal Court Theatre. Seu sucesso levou a diversos papeis no cinema e na televisão, dentre os quais se destaca a atuação em Brazil, filme cult de Terry Gilliam.
Elogiado pela crítica por sua versatilidade, Pryce participou em grandes produções do cinema americano, como Evita, onde interpreta o ex-presidente argentino Juan Domingo Perón. Também atuou em Tomorrow Never Dies, Pirates of the Caribbean e The New World, assim como em projetos independentes como Glengarry Glen Ross e Carrington. Sua carreira no teatro também foi prolífica, e conquistou dois prêmios Tony — o primeiro em 1977, pela sua estreia na Broadway, em Comedians, e o segundo pelo seu papel como "O Engenheiro", na versão de 1991 do musical Miss Saigon.
A partir de 2015, Pryce entrou para o elenco da série de televisão Game of Thrones da HBO, em um papel de destaque, onde interpreta o Alto Pardal.
Recebeu aclamação da crítica por sua performance no filme The Two Popes, de Fernando Meirelles, onde interpretou o Papa Francisco, e recebeu indicações, em 2020, ao Oscar de melhor ator, ao BAFTA de melhor ator e ao Globo de Ouro de melhor ator em filme dramático.

## Filmografia
| Ano         | Filme                                                  | Papel                                                 | Obs. |
| ----------- | ------------------------------------------------------ | ----------------------------------------------------- | --- |
| 1983        | Something Wicked this Way Comes                        | Mr. Dark                                              | Saturn Award de melhor ator coadjuvante                                                                                                |
| 1983        | Martin Luther, Heretic                                 | Martinho Lutero                                       | |
| 1985        | Brazil                                                 | Sam Lowry                                             | |
| 1986        | Haunted Honeymoon                                      | Charles Abbot                                         | |
| 1986        | Jumpin' Jack Flash                                     | Jack                                                  | |
| 1987        | Man on Fire                                            | Michael                                               | |
| 1988        | Consuming Passions                                     | Mr Farris                                             | |
| 1988        | The Adventures of Baron Munchausen                     | Right Ordinary Horatio Jackson                        | |
| 1989        | The Rachel Papers                                      | Norman                                                | |
| 1992        | Glengarry Glen Ross                                    | James Lingk                                           | Festival Internacional de Cinema de Valladolid Dividido com Jack Lemmon, Al Pacino, Ed Harris, Alan Arkin, Kevin Spacey e Alec Baldwin |
| 1993        | Dark Blood                                             | Harry                                                 | |
| 1993        | Barbarians at the Gate                                 | Henry Kravis                                          | Indicado Emmy de Melhor Ator em Minissérie ou Telefilme Globo de Ouro de melhor ator em minissérie ou filme para televisão             |
| 1994        | A Business Affair                                      | Alec Bolton                                           | |
| 1995        | Carrington                                             | Lytton Strachey                                       | Festival de Cannes Prémio BAFTA Prémio Chlotrudis                                                                                      |
| 1996        | Evita                                                  | Coronel Juan Perón                                    | |
| 1997        | Regeneration / Behind the Lines                        | Dr. William Rivers                                    | Prémio Genie British Independent Film Award                                                                                            |
| 1997        | David                                                  | Saul, the first king of Israel according to the Bible | |
| 1997        | Tomorrow Never Dies                                    | Elliot Carver                                         | |
| 1998        | Ronin                                                  | Seamus O'Rourke                                       | |
| 1999        | Stigmata                                               | Cardeal Houseman                                      | |
| 1999        | Deceit                                                 | Mark                                                  | |
| 2001        | The Affair of the Necklace                             | Cardeal Louis de Rohan                                | |
| 2001        | Very Annie Mary                                        | Jack Pugh                                             | |
| 2002        | Unconditional Love                                     | Victor Fox                                            | |
| 2003        | Pirates of the Caribbean: The Curse of the Black Pearl | Gov. Weatherby Swann                                  | |
| 2003        | What a Girl Wants                                      | Alistair Payne                                        | |
| 2004        | De-Lovely                                              | Gabriel                                               | |
| 2005        | The Brothers Grimm                                     | General Vavarin Delatombe                             | |
| 2005        | The New World                                          | Rei James                                             | |
| 2006        | Pirates of the Caribbean: Dead Man's Chest             | Gov. Weatherby Swann                                  | |
| 2007        | Pirates of the Caribbean: At World's End               | Gov. Weatherby Swann                                  | |
| 2007        | Sherlock Holmes and the Baker Street Irregulars        | Sherlock Holmes                                       | |
| 2008        | Leatherheads                                           | C.C. Frazier                                          | |
| 2008        | Command & Conquer: Red Alert 3                         | Marechal-de-campo Robert Bingham                      | |
| 2008        | My Zinc Bed                                            | Victor Quinn                                          | |
| 2008        | Bedtime Stories                                        | Marty Bronson                                         | |
| 2009        | G.I. Joe: The Rise of Cobra                            | Presidente dos EUA                                    | |
| 2013        | G.I Joe: Retaliation                                   | Presidente dos EUA                                    | |
| 2015 - 2016 | Game of Thrones                                        | Alto Pardal                                           | |
| 2017        | taboo                                                  | sir Stuart Strange                                    | |
| 2018        | The Man Who Killed Don Quixote                         | Dom Quixote                                           | |
| 2018        | The Wife                                               | Joe Castleman                                         | |
| 2019        | The Two Popes                                          | Papa Francisco                                        | Indicado Globo de Ouro de Melhor Ator em Filme Dramático Pendente Oscar de Melhor Ator BAFTA de melhor ator                            |

## Prêmios e Indicações

#### Oscar
| Ano  | Categoria   | Indicação     | Notas    |
| ---- | ----------- | ------------- | -------- |
| 2020 | Melhor Ator | The Two Popes | Indicado |

#### Emmy Awards
| Ano  | Categoria                                          | Indicação              | Notas    |
| ---- | -------------------------------------------------- | ---------------------- | -------- |
| 1993 | Melhor Ator Coadjuvante em Minissérie ou Telefilme | Barbarians at the Gate | Indicado |
| 2010 | Melhor Ator Coadjuvante em Minissérie ou Telefilme | Cranford               | Indicado |
| 2024 | Melhor Ator Coadjuvante em Série Dramática         | The Crown              | Pendente |
| 2024 | Melhor Ator Convidado em Série Dramática           | Slow Horses            | Pendente |

#### Globo de Ouro
| Ano  | Categoria                                                     | Indicação              | Notas    |
| ---- | ------------------------------------------------------------- | ---------------------- | -------- |
| 1994 | Melhor Ator Coadjuvante em Televisão                          | Barbarians at the Gate | Indicado |
| 2020 | Melhor Ator em Cinema - Drama                                 | The Two Popes          | Indicado |
| 2023 | Melhor Ator Coadjuvante em Série Dramática ou Comédia/Musical | The Crown              | Indicado |

#### BAFTA
| Ano  | Categoria   | Indicação     | Notas    |
| ---- | ----------- | ------------- | -------- |
| 1996 | Melhor Ator | Carrington    | Indicado |
| 2020 | Melhor Ator | The Two Popes | Indicado |

#### Festival de Cannes
| Ano  | Categoria                         | Indicação  | Notas  |
| ---- | --------------------------------- | ---------- | ------ |
| 1995 | Prêmio de Interpretação Masculina | Carrington | Venceu |